# Валерија Буфану
Валериа Буфану (удата Ștefănescu Штефанеску; Бакау 7. октобра 1946.) била је румунска атлетичарка,трострука учесница Летњих олимпијских игара  освајачица сребрне медаље на  Олимпијским играма 1972. у Минхену.

## Спортска каријера и резултати
Атлетиком је започела у Динаму из Бакауа. Године 1963.  постала је прва државна првакиња у Бакау, освојивши златну медаљу у трци на 80 метара са препонама. Прелази у Рапид из Букурешта када улази у репрезентацију Румуније и три пута учествује на Олимпијским играма, освојивши сребрну медаљу у дисциплини 100 м с препонама 1972. Сребрну медаљу освојила је и на 3. Европском првенству у дворани 1973.  у Ротердам. У међувремену се удаје и под презименом Штефанеску учествује на 5. Европском првенству у дворани 1974 у Гетеборгу  у скоку удаљ, и личним рекордом 6,39 метара  осваја бронзану медаљу.

## Значајнији резултати
| Год.  | Такмичење                    | Место                   | Дисциплина    | Пласман   | Резултат | Белешка |
| ----- | ---------------------------- | ----------------------- | ------------- | --------- | -------- | ------- |
| 1968. | Европске игре                | Мадрид, Шпанија         | 50 м препоне  | 5. / 14.  | 7,19     |         |
| 1968. | Олимпијске игре              | Мексико Сити, Мексико   | 80 м препоне  | 14. / 27. | 11,08    |         |
| 1970. | Европско првенство у дворани | Беч, Аустрија           | 60 м препоне  | 10. / 14. | 8,9      |         |
| 1971. | Европско првенство у дворани | Софија, Бугарска        | 60 м препоне  | 6 / 22.   | 8,9      |         |
| 1972. | Европско првенство у дворани | Гренобл, Француска      | 50 м препоне  | 5. /21.   | 7,23     |         |
| 1972. | Олимпијске игре              | Минхен, Западна Немачка | 100 м препоне |           | 12,84    |         |
| 1972. | Олимпијске игре              | Минхен, Западна Немачка | скок удаљ     | НС        | —        |         |
| 1973. | Европско првенство у дворани | Ротердам, Холандија     | 60 м препоне  |           | 8,16 НРд |         |
| 1974. | Европско првенство у дворани | Гетебoрг, Шведска       | скок удаљ     |           | 6,39     |         |
| 1976. | Олимпијске игре              | Монтреал, Канада        | 100 м препоне | 7         | 13,35    |         |